# Poimenski seznam evroposlancev iz Grčije
Poimenski seznam evroposlancev iz Grčije'.

## Seznam
| Ime                            | Stranka                                            | Mandat(i)       |
| Alekos Alavanos                | Evropska združena levica – Zelena nordijska levica | 1999-2004       |
| Konstantinos Alyssandrakis     | Evropska združena levica – Zelena nordijska levica | 1999-2004       |
| Stavros Arnaoutakis            | Stranka evropskih socialistov                      | 2004-2009       |
| Ioannis Averoff                | Evropska ljudska stranka - Evropski demokrati      | 1999-2004       |
| Emmanouil Bakopoulos           | Evropska združena levica – Zelena nordijska levica | 1999-2004       |
| Alexandros Baltas              | Stranka evropskih socialistov                      | 1999-2004       |
| Aikaterini Batzeli             | Stranka evropskih socialistov                      | 2004-2009       |
| Panagiotis Beglitis            | Stranka evropskih socialistov                      | 2004-2009       |
| Giorgos Dimitrakopoulos        | Evropska ljudska stranka - Evropski demokrati      | 1999-2004 -2009 |
| Christos Folias                | Evropska ljudska stranka - Evropski demokrati      | 1999-2004       |
| Ioannis Gklavakis              | Evropska ljudska stranka - Evropski demokrati      | 2004-2009       |
| Konstantinos Hatzidakis        | Evropska ljudska stranka - Evropski demokrati      | 1999-2004 -2009 |
| Anna Karamanou                 | Stranka evropskih socialistov                      | 1999-2004       |
| Georgios Karatzaferis          | Samostojnost in demokracija                        | 2004-2009       |
| Giorgos Katiforis              | Stranka evropskih socialistov                      | 1999-2004       |
| Efstratios Korakas             | Evropska združena levica – Zelena nordijska levica | 1999-2004       |
| Ioannis Koukiadis              | Stranka evropskih socialistov                      | 1999-2004       |
| Dimitrios Koulourianos         | Evropska združena levica – Zelena nordijska levica | 1999-2004       |
| Rodi Kratsa-Tsagaropoulou      | Evropska ljudska stranka - Evropski demokrati      | 1999-2004 -2009 |
| Stavros Lambrinidis            | Stranka evropskih socialistov                      | 2004-2009       |
| Minerva Melpomeni Malliori     | Stranka evropskih socialistov                      | 1999-2004       |
| Diamanto Manolakou             | Evropska združena levica – Zelena nordijska levica | 2004-2009       |
| Ioannis Marinos                | Evropska ljudska stranka - Evropski demokrati      | 1999-2004       |
| Emmanouil Mastorakis           | Stranka evropskih socialistov                      | 1999-2004       |
| Maria Matsouka                 | Stranka evropskih socialistov                      | 2004-2009       |
| Manolis Mavrommatis            | Evropska ljudska stranka - Evropski demokrati      | 2004-2009       |
| Thanasis Pafilis               | Evropska združena levica – Zelena nordijska levica | 2004-2009       |
| Marie Panayotopoulos-Cassiotou | Evropska ljudska stranka - Evropski demokrati      | 2004-2009       |
| Dimitrios Papadimoulis         | Evropska združena levica – Zelena nordijska levica | 2004-2009       |
| Georgios Papastamkos           | Evropska ljudska stranka - Evropski demokrati      | 2004-2009       |
| Mihail Papayannakis            | Evropska združena levica – Zelena nordijska levica | 1999-2004       |
| Ioannis Patakis                | Evropska združena levica – Zelena nordijska levica | 1999-2004       |
| Antonis Samaras                | Evropska ljudska stranka - Evropski demokrati      | 2004-2009       |
| Nikolaos Sifounakis            | Stranka evropskih socialistov                      | 2004-2009       |
| Ioannis Souladakis             | Stranka evropskih socialistov                      | 1999-2004       |
| Giorgos Toussas                | Evropska združena levica – Zelena nordijska levica | 2004-2009       |
| Antonios Trakatellis           | Evropska ljudska stranka - Evropski demokrati      | 1999-2004 -2009 |
| Dimitris Tsatsos               | Stranka evropskih socialistov                      | 1999-2004       |
| Evangelia Tzampazi             | Stranka evropskih socialistov                      | 2004-2009       |
| Nikos Vakalis                  | Evropska ljudska stranka - Evropski demokrati      | 2004-2009       |
| Ioannis Varvitsiotis           | Evropska ljudska stranka - Evropski demokrati      | 2004-2009       |
| Stavros Xarchakos              | Evropska ljudska stranka - Evropski demokrati      | 1999-2004       |
| Marilisa Xenogiannakopoulou    | Stranka evropskih socialistov                      | 2004-2009       |
| Christos Zacharakis            | Evropska ljudska stranka - Evropski demokrati      | 1999-2004       |
| Myrsini Zorba                  | Stranka evropskih socialistov                      | 1999-2004       |